# Armenia (Bogotá)
Armenia es un barrio de la ciudad de Bogotá, ubicado en la Localidad de Teusaquillo, es uno de los 9 barrios que comprenden la UPZ 101 Teusaquillo, está ubicado entre las calles 26 y 34 y la Avenida Caracas. También es conocido como el Antiguo Barrio Judío de Bogotá, debido a que fue el epicentro de esta comunidad hasta finales del siglo XX cuando el barrio como gran parte del centro fue abandonado por su población original para en su gran mayoría mudarse al Barrio El Chicó al norte de la ciudad.

## Historia
El trazado de la zona empieza con el plan regulador de expansión hacia el occidente realizado en la década de 1930 por el urbanista Karl Brunner por el cual se urbanizaron las haciendas ubicadas al occidente y noroccidente de la ciudad de Bogotá. En 1939, la Secretaría de Obras Públicas Municipales aprobó el trazado del barrio y en 1941 se aprobó finalmente el loteo y el inicio de las obras para la consolidación del barrio Armenia el cual tomaba su nombre de la hacienda La Armenia propiedad de Rosaura Sierra de González Lince hija del terrateniente José María Sierra.

## Vida Judía en el Barrio

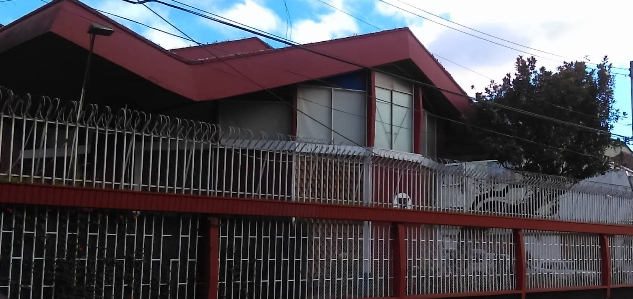
Antigua Sinagoga del Barrio Armenia, Ahora sede de YMCA de Colombia

La comunidad judía de Bogotá en los años 40 se ubicaba principalmente en los barrios de Santa Fe y Las Cruces, tras los eventos del bogotazo el centro se conformó como una zona semidestruida y considerada peligrosa, es así que la comunidad hebrea fue migrando a los barrios del occidente y noroccidente, de reciente edificación y con un estilo arquitectónico que buscaba imitar al norte de Europa. Es así que en el año 1941 se tiene registro de la primera transacción inmobiliaria por parte de una persona judía en el barrio armenia. A lo largo de la década del 40 llegaron más familias judías, principalmente Asquenazíes.

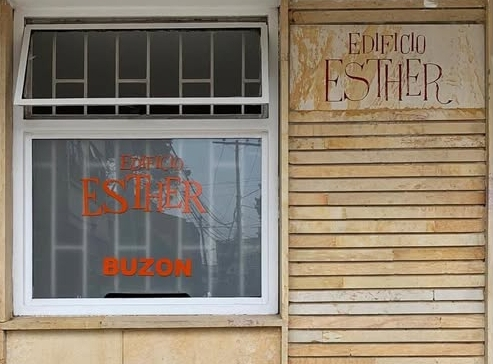
Fachada Edificio Esther

En la década de 1950 la comunidad se asentó y empezó una multitudinaria construcción de edificios y residencias en la zona, llegando a ser el 48% de los habitantes y propietarios del sector. Algunos de los edificios construidos por la comunidad judía en el barrio fueron: El Edificio multifamiliar perla, El edificio multifamiliar Spiwak, El edificio Esther, El Edificio Rosemberg, El Edificio Dora, entre otros.
Debido a la alta presencia de la comunidad judía, el Centro Israelita de Bogotá establece allí su sede comprando en el año 1952 un lote, donde posteriormente se edificaría el centro comunitario judío, trasladándolo desde su antigua sede en la calle 18 con carrera 39 y la Sinagoga del Barrio Armenia en el año 1970.
El barrio fue un punto focal para los inmigrantes en el occidente de la capital colombiana, no solo se establecieron familias judías, también existe registro que se establecieron en el barrio familias alemanas, suizas, búlgaras, inglesas, irlandesas, sirias, libanesas entre otras, el uso del idioma Yiddish fue común dentro del barrio donde se establecieron además de las entidades del Centro Israelita multitud de restaurantes Kosher, y aunque fuera del barrio pero en su proximidad la familia Gutt estableció el Cementerio Hebreo Sefardí de Bogotá más conocido como Cementerio Judío del Centro, ubicado en la Calle 26, al lado del Cementerio Alemán de Bogotá y del Cementerio Central de Bogotá.

## sigloXX

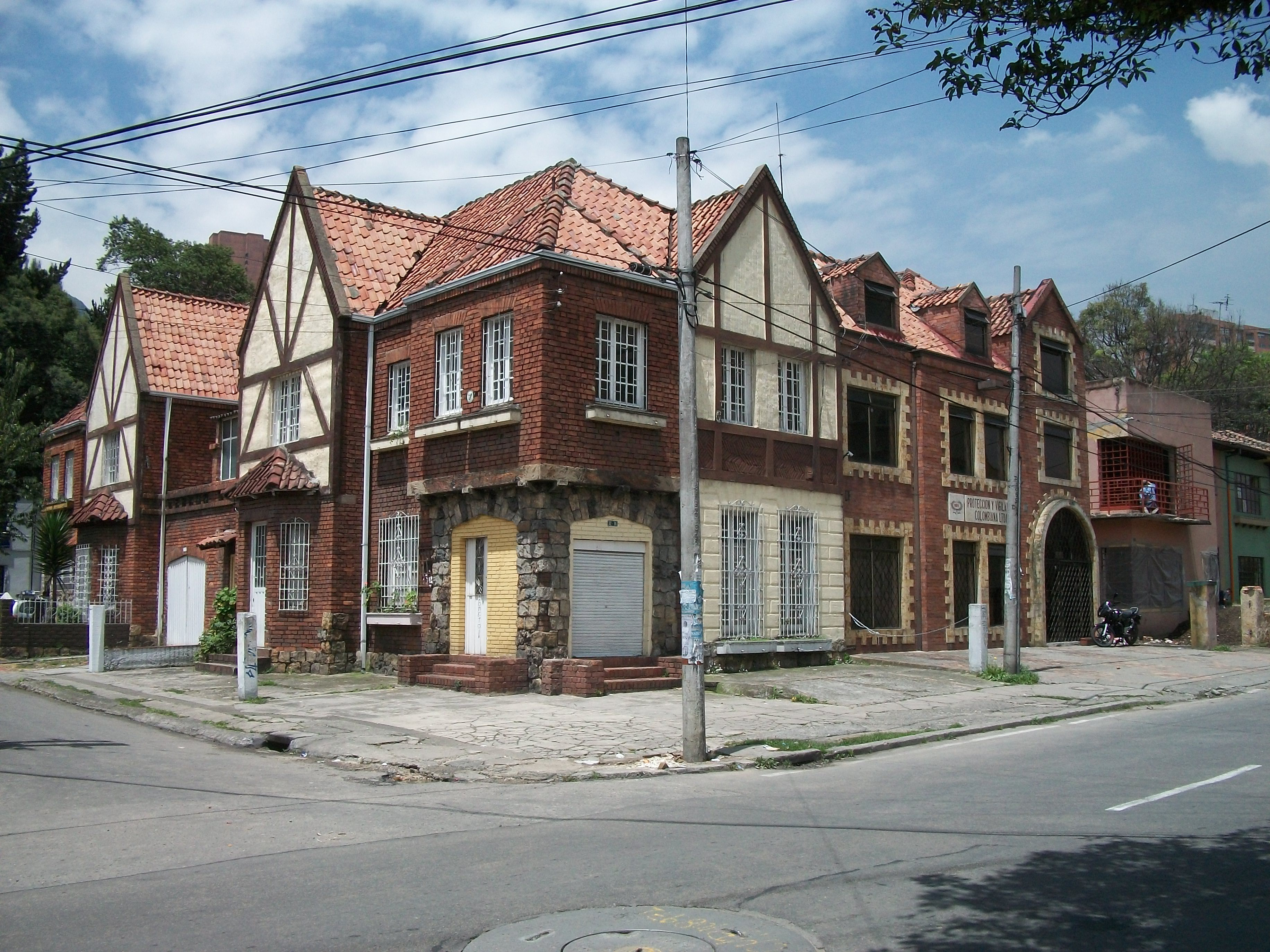
Calle del Barrio Armenia

Tras la mudanza de la mayoría de los habitantes judíos de la zona hacia el barrio el chicó a finales del siglo XX e inicios del XXI, la zona entró en cierta decadencia hasta la década del 2010 duranta la cual se fortaleció la habitabilidad del centro extendido, llegando a esta zona gran cantidad de habitantes nuevos, en su mayoría artistas, universitarios entre otros, que en conjunto con planes de la alcaldía distrital revitalizó la zona conformando lo que se conoce actualmente como distrito artístico del barrio armenia donde se establecieron centros artísticos como Casa Kilele, Nest Art Center y Vértigo Graffiti, en esta zona se realiza la feria artística del Barrio Armenia.